# Gaahl

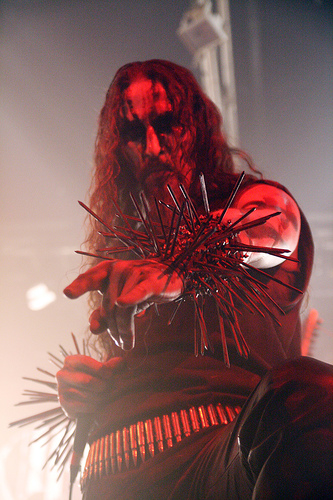
Gaahl

Kristian Eivind Espedal (Sunnfjord, 7 augustus 1975) beter bekend onder zijn artiestennaam Gaahl is een Noorse artiest. Gaahl was de zanger van de Noorse blackmetalband God Seed (voormalig Gorgoroth). Verder was Gaahl oprichter en zanger van de bands Trelldom en Gaahlskagg en werkte hij mee aan het Ambient-project 'Wardruna'. In 2009 besloot Gaahl om zich tijdelijk uit de muziekwereld terug te trekken. 
Ondertussen is Gaahl de vocalist van de door hem opgerichte band Gaahls WYRD, een blackmetalband uit Noorwegen. 
Gaahl zat in 2002 een gevangenisstraf uit wegens mishandeling en foltering van een persoon met wie hij een geschil had. Hij is een fel tegenstander van de kerk en het christendom in het algemeen, hij praktiseert de oude Noorse natuurgodsdienst. Na een door de Poolse autoriteiten als 'godslasterlijk' beschreven concert (dat op de live-dvd 'Black Mass Krakow 2004' staat) was de band Gorgoroth niet langer welkom in Polen.
In de documentaire Metal: A Headbanger's Journey is Gaahl te zien en geeft hij een controversieel interview. In 2008 maakte Gaahl bekend dat hij homoseksueel is.
- Bibsys: 1453362518227
- Gemeinsame Normdatei: 1058579711
- International Standard Name Identifier: 0000 0004 0686 5048
- MusicBrainz: 16dfc9a5-4eb1-41f8-a7ba-ac2ee8063d97
- Virtual International Authority File: 310691536
- WorldCat: E39PBJgX8PGqWg83w7rWDwvrbd